# Tennis agli XI Giochi del Mediterraneo
Il torneo di tennis degli XI Giochi del Mediterraneo ha previsto 4 gare: 2 maschili e 2 femminili. Quelli maschili sono stati divisi in singolare e doppio così come quelli femminili.
La nazione dominatrice del torneo è stata l'Italia, che ha conquistato la medaglia d'oro in tutte e quattro le gare in programma, oltre a due medaglie d'argento ed altrettante di bronzo.

## Podi

### Uomini
| Evento                      | Oro                                         | Argento                                  | Bronzo                                       |
| Singolo maschile (dettagli) | Stefano Pescosolido                         | Massimo Cierro                           | Paolo Pambianco                              |
| Doppio maschile (dettagli)  | Italia Massimo Boscatto Stefano Pescosolido | Spagna Alberto Berasategui Àlex Corretja | Marocco Younantin El Aynaoui Mohamed Ridaoui |

### Donne
| Evento                       | Oro                                     | Argento                               | Bronzo                        |
| Singolo femminile (dettagli) | Katia Piccolini                         | Pilar Perez                           | Nathalie Baudone              |
| Doppio femminile (dettagli)  | Italia Nathalie Baudone Katia Piccolini | Italia Francesca Romano Elena Savoldi | Spagna Neus Avila Pilar Perez |

## Medagliere
| Posizione | Paese   |   |   |   | Totale |
| --------- | ------- | - | - | - | ------ |
| 1         | Italia  | 4 | 2 | 2 | 8      |
| 2         | Spagna  | 0 | 2 | 1 | 3      |
| 3         | Marocco | 0 | 0 | 1 | 1      |
| Totale    | Totale  | 4 | 4 | 4 | 12     |